# نصف‌النهار ۳۴ درجه شرقی
نصف‌النهار ۳۴ درجه شرقی ۳۴مین نصف‌النهار شرقی از گرینویچ است که از لحاظ زمانی ۲ساعت و ۱۶دقیقه با گرینویچ اختلاف زمانی دارد.
این نصف‌النهار از قطب شمال شروع و از مناطق زیر گذشته و به قطب جنوب ختم می‌شود.
- قاره اروپا
- قاره آفریقا
- روسیه
- اقیانوس هند